# 御厨佳奈
御厨 佳奈（みくりや かな、1982年1月23日 - ）は、日本のタレント。所属事務所はエイベックス&イースト。佐賀県出身。身長158.5cm、スリーサイズはB84、W57、H83。

## 人物、略歴
- 趣味：デパ地下巡り、ファッション、料理、写真、ネイル、詩を書く、人間観察
- 特技：ネイル、器械体操
- 資格：ネイリスト検定一級、カラーコーディネート、販売士、秘書検定、色彩検定、書道2段、薙刀（なぎなた）

## 主な出演番組等
- フジテレビ もしもツアーズに食べたGIRLSとして不定期出演中【TV】
- 関西テレビ お笑いワイドショー マルコポロリ!
- 日本テレビ ハリコミらいおん!!
- テレビ朝日 美味紳助
- NHK 解体新ショー